# 范禹偁
范禹偁（？—？），九隴（大既今四川省）人，曾跟隨母姓名叫張諤。後蜀翰林學士、簡州刺史。其父范虔為衙門史官，范雎、范增之後裔。
范禹偁少年時放蕩不羈，好鬥雞走狗賭博玩樂，直至有一次有一道士對范禹偁稱，范禹偁骨法異常乃國家名器為何不讀書，若讀書，他日必中狀元及大富大貴，另外還有另一條件是需要改名。自此之後范禹偁跟隨母姓名叫張諤及入丹景山（當時丹景山為讀書修學之地，三國蜀漢後主劉禪亦在丹景山讀書修學）跟從老師苦學。
當時，范禹偁所在的後蜀並不設科場，所以他唯有前往後唐首都洛陽考試，並在長興二年（即公元931年）（另有一說為天成年間（即公元926年四月至930年二月））於考功司盧華下考錄功名。成為及第之後范禹偁恢復舊名，及被後蜀高祖孟知祥委派為蒙陽縣令、監察御史，及後更成為禮部侍郎、翰林學士、簡州刺史。